# 김달범
김달범(金達範, 1905년 10월 14일 ~ 1981년 3월 31일)은 대한민국의 5대 국회의원이다.

## 학력
- 부산제2상업학교졸업

## 경력

### 국회의원이외의 경력
- 영천금융조합부이사
- 조흥은행부산지점차장
- 조선주물회사사장
- 조선연사주식회사장
- 대중신문사사장
- 가락고적보존회부이사장
- 부산상공회의소특별위원

### 국회의원 경력
- 대한민국의 제5대 참의원 : 무소속(경상남도 제2부)